# Pričice
Pričice (nemško Pritschitz) je naselje v Občini Kriva Vrba v Okraju Celovec-dežela na Koroškem v Avstriji.